# Bāpatla
Bāpatla är en ort i Indien.   Den ligger i distriktet Guntūr och delstaten Andhra Pradesh, i den södra delen av landet, 1 500 km söder om huvudstaden New Delhi. Bāpatla ligger 10 meter över havet och antalet invånare är 70 117.
Terrängen runt Bāpatla är mycket platt.  Närmaste större samhälle är Chīrāla, 15,2 km sydväst om Bāpatla. Trakten runt Bāpatla består till största delen av jordbruksmark.